# كافاسيلاس (إليا)
كافاسيلاس (Καβάσιλας) هي مدينة في إليا في مقاطعة كينتريكي إلادا في اليونان.
يبلغ عدد سكانها حوالي 1519 نسمة.